# Lambula transcripta
Lambula transcripta is een beervlinder uit de familie van de spinneruilen (Erebidae). De wetenschappelijke naam van de soort is voor het eerst gepubliceerd in 1890 door Thomas Pennington Lucas.
De soort komt voor in Australië (Queensland).